# Denis Belloc
Denis Belloc (geboren 1949 in La Rochelle; gestorben am 31. Dezember 2013 in Paris) war ein französischer Romancier und Maler.

## Leben
Belloc wurde 1949 als Denis Quillivic in La Rochelle, Frankreich geboren. Über sein Leben ist wenig Gesichertes bekannt. Allerdings sollen Bellocs Bücher stark autobiografisch geprägt sein.
Der 1987 erschienene Roman Neon erzählt in etwa die Lebensgeschichte Bellocs: der frühe Tod des Vaters, die Misshandlung durch den Stiefvater, Aufenthalt in Erziehungsheim und Gefängnis, der Drogenstrich und die langsame Annäherung an die Mutter, bis er schließlich das Malen als eine wichtige neue Perspektive für sich entdeckt. Suzanne aus dem Jahre 1988 widmet sich der Biografie von Bellocs Mutter, während er 1989 in Päckn den Schwerpunkt auf seine Zeit auf dem Drogenstrich legte.
Julien (1994) wurde 1998 unter dem Titel Victor… pendant qu’il est trop tard von Sandrine Veysset für die Kinoleinwand adaptiert.

## Rezeption
Denis Belloc traf mit seiner schlichten Sprache den Zeitgeist der 1990er Jahre. Das Magazin Tempo nannte ihn den Shooting-Star der französischen Literatur.
Bruno Preisendörfer schrieb im Tagesspiegel: Die Romane von D. Belloc zählen für mich deshalb zu den großen literarischen Ereignissen der letzten Jahre, weil in ihnen das Leben „ganz unten“ in einer ästhetischen Sprache jenseits von Sozialkitsch und buntbebilderten Realismus geschildert wird: diese Texte sagen in neuer künstlerischer Einfachheit die Wahrheit.
Der Gießener Anzeiger sieht in Belloc den kongeniale[n] Erbe[n] von Georges Simenon, in bezug auf ökonomische Schreibdisziplin ebenso wie im psychologischen Scharfblick und in der humanen Detailgenauigkeit.

## Werke auf Deutsch
- Neon (Originaltitel: Néons, 1987). Aus d. Franz. von François Guesnet u. Ulrich Hartmann. Beck und Glückler, Freiburg 1989, ISBN 978-3-924175-08-5
- Suzanne (Originaltitel: Suzanne, 1988). Aus d. Franz. von Ulrich Hartmann u. François Guesnet. Beck und Glückler, Freiburg 1989, ISBN 978-3-924175-11-5
- Päckn (Originaltitel: Képas, 1989). Aus d. Franz. von François Guesnet u. Ulrich Hartmann. Beck und Glückler, Freiburg 1991, ISBN 978-3-924175-69-6
- Julien (Originaltitel: Les ailes de Julien, 1994). Aus d. Franz. von Ulrich Hartmann u. Thomas Wippenbeck. Beck und Glückler, Freiburg 1995, ISBN 978-3-89470-127-7

Als Taschenbücher erschienen die o. g. vier Titel zwischen 1995 und 1997 im Rowohlt Verlag.